# Dębowiec (Kozłówka)
Dębowiec – nieoficjalna nazwa przysiółka wsi Kozłówka w Polsce położonego w województwie lubelskim, w powiecie lubartowskim, w gminie Kamionka.
Osada leży na północnym skraju Kozłowieckiego Parku Krajobrazowego.
W latach 1975–1998 miejscowość administracyjnie należała do ówczesnego województwa lubelskiego.